# 호르헤 아모르 아메알

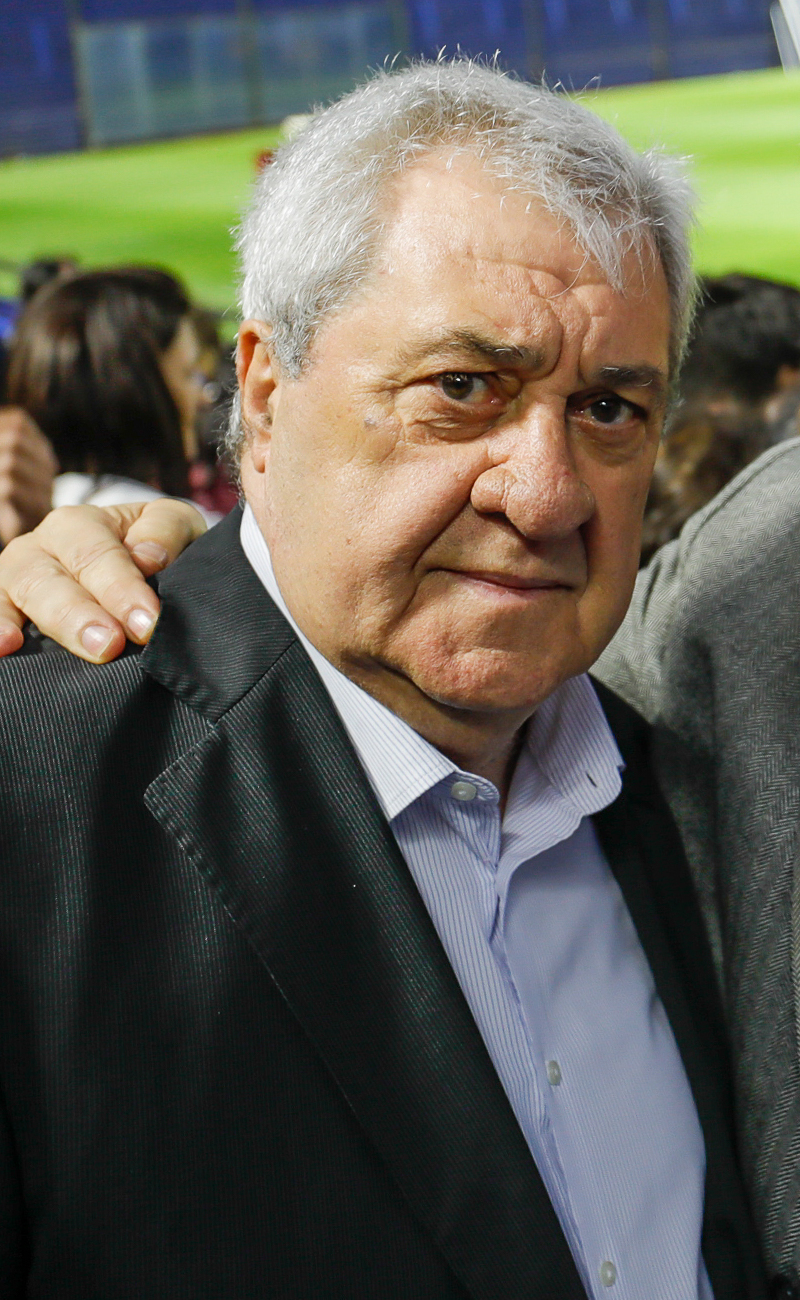

호르헤 아모르 아메알(Jorge Amor Ameal, 1948년 1월 1일 ~ )은 아르헨티나의 기업인이자 보카 주니어스의 구단주이다.
보카 주니어스의 최초 구단주이던 페드로 폼필리오로부터 2008년 6월 1일 구단을 넘겨받았다.